# Programmable logic controller
 For alternative betydninger, se PLC.
 Ikke at forveksle med Sikkerhedsstyring.
En programmable logic controller (programmerbar logisk styring eller programmerbar logikkontroller), eller PLC er en lille computer brugt til automation af produktionsmaskiner i industrien. Hvor ældre automatiserede systemer brugte flere hundrede eller tusinde relæer, kan en enkel PLC programmeres til at gøre det samme.

## Historie
På grund af de stigende krav til fleksibilitet i den amerikanske bilindustri sidst i 1960'erne, opstod der et behov for et nyt styresystem til produktionsmaskinerne, der kunne erstatte det eksisterende fastfortråede relæ- og logikstyring.
Processen med at opdatere faciliteterne til de årlige modelskift var blevet meget tidskrævende og dyre og relæsystemerne skulle fortrådes fra bunden af erfarne elektrikere.
General Motors Hydramatic (den del af General Motors, der står for automatgear) udarbejdede derfor i 1968 nogle specifikationer, som det ønskede styresystem skulle kunne opfylde:
- Programmerbar styring af hensyn til fleksibiliteten for hurtig omstilling af produktionsudstyret.
- Styringen skulle kunne fungere uden problemer i et industrimiljø, dvs. kravene til temperatur, støv og snavs, forsyningsspændinger, elektrisk støj m.m. skulle være minimale.
- Ind- og udgangsspændingerne skulle være digitale, og spændingerne skulle ligge inden for det typiske industriområde, dvs. fra 24 V DC til 230 V AC. Derudover skulle styringen helst kunne behandle analoge ind- og udgangssignaler, samt være modulopbygget, så en udvidelse eller udskiftning kunne foregå hurtigt og simpelt.
- Programmeringen af styringen skulle være simpel, hurtig at ændre og generelt brugervenlig, således at der kun kræves et kort omskolingsforløb af vedligeholdelsespersonalet.

Det vindende forslag kom fra Bedford Associates fra Bedford i Massachusetts. Resultatet var den første PLC og blev kaldt 084, da det var Bedford Associates 84. projekt. Bedford Associates startede et nyt firma dedikeret til at udvikle, fremstille, sælge og servicere det nye produkt. Firmaet blev kaldt Modicon, hvilket står for MODular DIgital CONtroller.
Allen Bradley har indregistreret navnet "Programmable Logic Controller", PLC, men har aldrig håndhævet eneretten til den benævnelse og den bruges derfor om alle producenters PLC’er.

## Opbygning
PLC'er kan være meget forskellige i deres fysiske udformning og størrelse.
- Mikro-PLC'er kan have en størrelse ned til en stak spillekort og består af et enkelt modul, hvor det hele er indbygget. De har ofte et fast antal indgange og udgange, der ikke kan udvides.

- Shoebox-PLC'er kompakte alt-i-en-PLC'er på størrelse med en skotøjsæske. De har begrænsede udvidelsesmuligheder, men den kompakte størrelse og lave pris gør dem velegnede til mindre opgaver.

- Mini-PLC'er består ofte af moduler med stik i begge ender, så de enkelte moduler kan sættes sammen i en lang række.

- Rack-PLC'er kan være på størrelse med en ølkasse og består af en fast kasse, hvor de enkelte kort stikkes ind som indstikskort. De er ofte de dyreste, men samtidig meget fleksible og nemme at vedligeholde.

- Software-PLC'er er programmer, der kører på en PC, der skal være udstyret med interfacekort. Software-PLC'en har muligheder, som en normal PLC ikke har, f.eks. netværksadgang. Der kan dog i dag fås netværksudstyr til mini- og rack-PLC'er, så software-PLC'er bruges sjældent.

### Strømforsyning
PLC'ens strømforsyning kan være sammenbygget med CPU'en eller være et selvstændig modul. Strømforsyningen leverer strøm til CPU'en og er ofte forsynet med 120 V AC, 230 V AC, 24 V AC eller 24 V DC.

## Programmeringsværktøj
Til programmering af PLC'en leverer de forskellige producenter af PLC-udstyr typisk deres eget programmeringssoftware, som er udviklet specielt til deres produkt.
Automation Studio fra B&R er et program der benytter EIC standarderne og understøtter fem PLC-kodesprog, blandt dem struktureret tekst (ST) og ladder-programmering.